# Рюдзодзи Танэхиса
Рюдзодзи Танэхиса (яп. 龍造寺 胤久, 1500 — 15 сентября 1539) — японский военачальник периода Сэнгоку, 17-й глава рода Рюдзодзи.

## Биография
Второй сын Рюдзодзи Иэкадзу, 15-го главы рода Рюдзодзи и кокудзина (землевладельца) провинции Хидзэн. Первый иероглиф своего имени он получил от Тибы Танэкацу из рода Кюсю-Тиба, могущественного даймё в Хидзэне.
Старший брат, Рюдзодзи Танэкадзу, рано умер, поэтому Танэхиса женился на его вдове Гасё-ин и унаследовал семейное главенство.
Танэхису поддерживал его дядя Рюдзодзи Иэканэ, у которого была реальная власть, а он сам был близок к статусу марионетки. Под влиянием родов Тиба и Сёни в 1530 году Танэхиса принял участие в битве при Тадэнаватэ, но активную роль играли Иэканэ и другие военачальники.
В 1539 году Рюдзодзи Танэхиса умер, и ему наследовал его старший сын Танэмицу.